# اندرو ریجلی
اندرو جان ریجلی (انگلیسی: Andrew John Ridgeley) خواننده. ترانه‌سرا و تهیه‌کننده موسیقی اهل انگلستان است. او بیشتر به عنوان عضوی از گروه موسیقی دونفره وام! (با همراهی جرج مایکل) شناخته می‌شود.

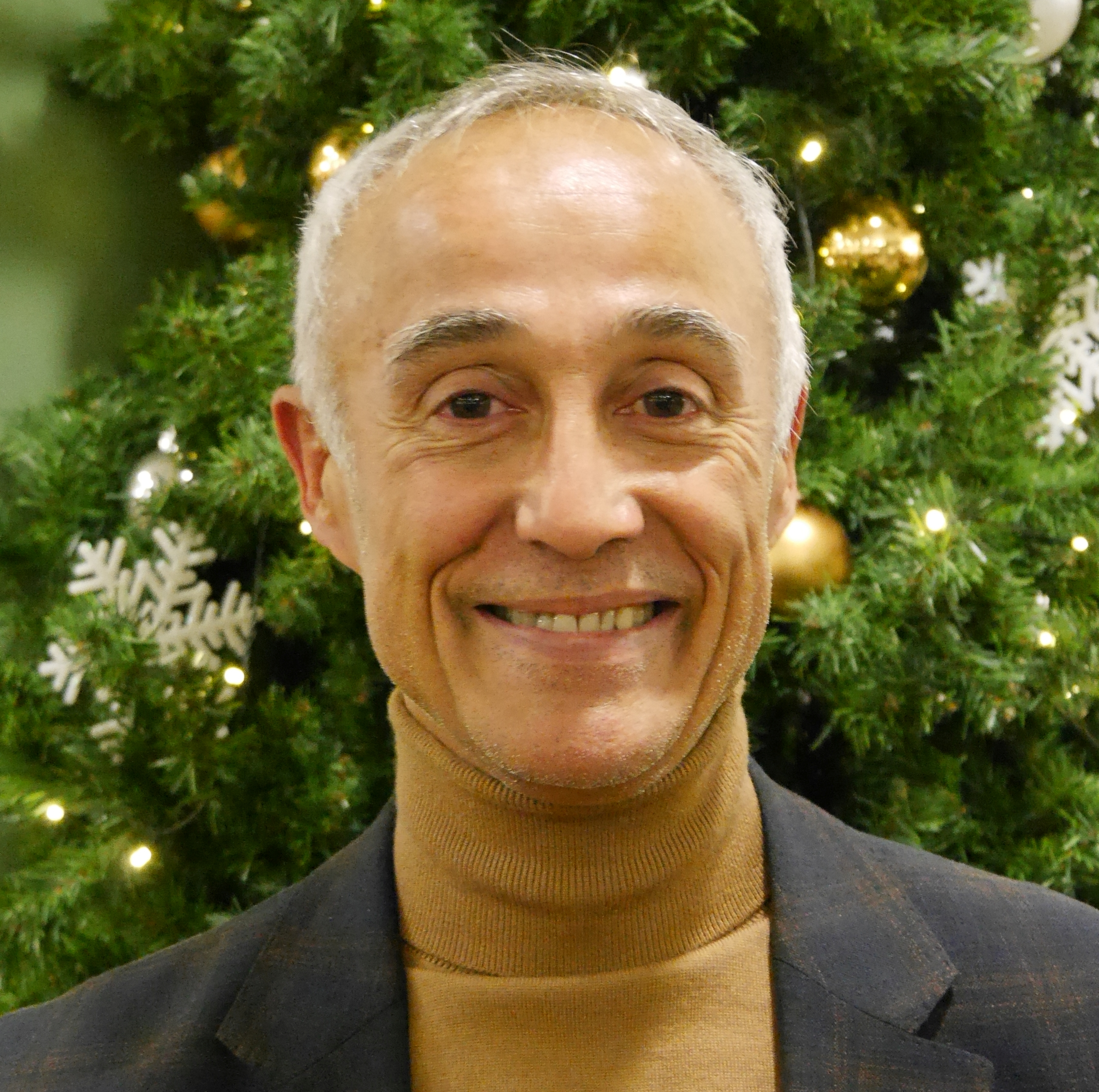
ریجلی در ۲۰۱۹